# 비 내리는 호남선
비 내리는 호남선은 호남선을 배경으로 한 박춘석 작곡, 손로원 작사로 손인호가 부른 노래이다. 추가로  훗날 이 노래에서 착안하여 김수희의 노래 '남행열차'가 나왔다. 
이 노래를 작곡할 때 악보를 가수 손인호에게 주고나서 아무런 반응이 없자 가져갔더니 그 뒤 작곡가 박춘석이 영화녹음을 하다가 시간을 내어 그동안 받아온 신곡들을 녹음할 때 손인호가 박춘석에게 "선생님 지난주에 주셨던 '비 내리는 호남선' 악보 가지고 계십니까? 그거 오늘 녹음 안하나요?" 하고 물어보니 녹음하는 도중 반주하던 오아시스 레코드 관현악단의 기타연주자가 마지막에 음 하나를 틀렸는데도 그냥 발매되었다. 이 곡이 히트할 줄 몰랐던 것이라는 후일담이 있다.

## 가사
1. 목이 메인 이별가를 불러야 옳으냐 돌아서서 피눈물을 흘려야 옳으냐 사랑이란 이런가요 비 내리는 호남선에 헤어지던 그 인사가 야속도 하더란다
2. 다시 못 올 그 날짜를 믿어야 옳으냐 속는 줄을 알면서도 속아야 옳으냐 죄도 많은 청춘이냐 비 내리는 호남선에 지나가는 열차마다 원수와 같더란다

## 정치적 영향
작곡가 박춘석은 평생 정치와는 무관한 삶을 살아왔지만 이 노래로 한동안 경찰에 소환당하는 등의 고초를 겪었다.  내무부 치안국은 이 노래가 신익희 당시 민주당 후보의 별세를 애도하는 뜻에서 만들어진 것이라며 가사를 신익희의 미망인이 붙이지 않았느냐고 집요하게 질문하였고 또 이 노래가 민주당의 당가처럼 불리고 있다는 것이었다. 조사 결과 이 곡은 신익희가 타계하기 3개월 전에 만들어졌다는 사실이 드러나 풀려났지만 작사자인 손로원은 괴로움을 많이 당했다.